# Mentzelia involucrata
Espèce
Classification APG III (2009)
Mentzelia involucrata est une espèce végétale de la famille des Loasaceae.

## Description morphologique

### Appareil végétatif
Cette plante basse ne mesure que de 15 à 30 cm de hauteur. Ses tiges peu colorées sont couvertes d'un duvet soyeux qui leur confère un aspect blanc et satiné. Les feuilles mesurent 2,5 à 7,5 cm de longueur ; elles sont lancéolées, rugueuses au toucher, et fortement dentées.

### Appareil reproducteur

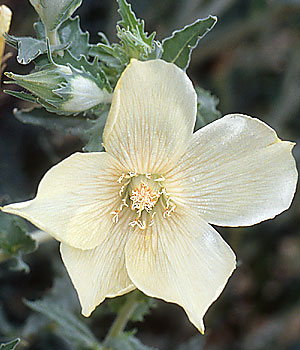
Détail d'une fleur de Mentzelia involucrata.

La floraison a lieu entre mars et mai.
Les fleurs jeune pâle apparaissent isolées à l'extrémité des tiges. Elles mesurent 2,5 à 3 cm de longueur. Leur involucre a la particularité d'être constitué de bractées blanches à bordure verte, dentée. Elles ont une corolle à 5 pétales jaune très pâle et translucides. Elles ont de nombreuses étamines et un style trilobé.

## Répartition et habitat
Mentzelia involucrata pousse sur les collines et plaines arides des déserts du sud-ouest des États-Unis (Californie et Arizona) et du nord du Mexique.